# عودة ظهور الحصبة في الولايات المتحدة

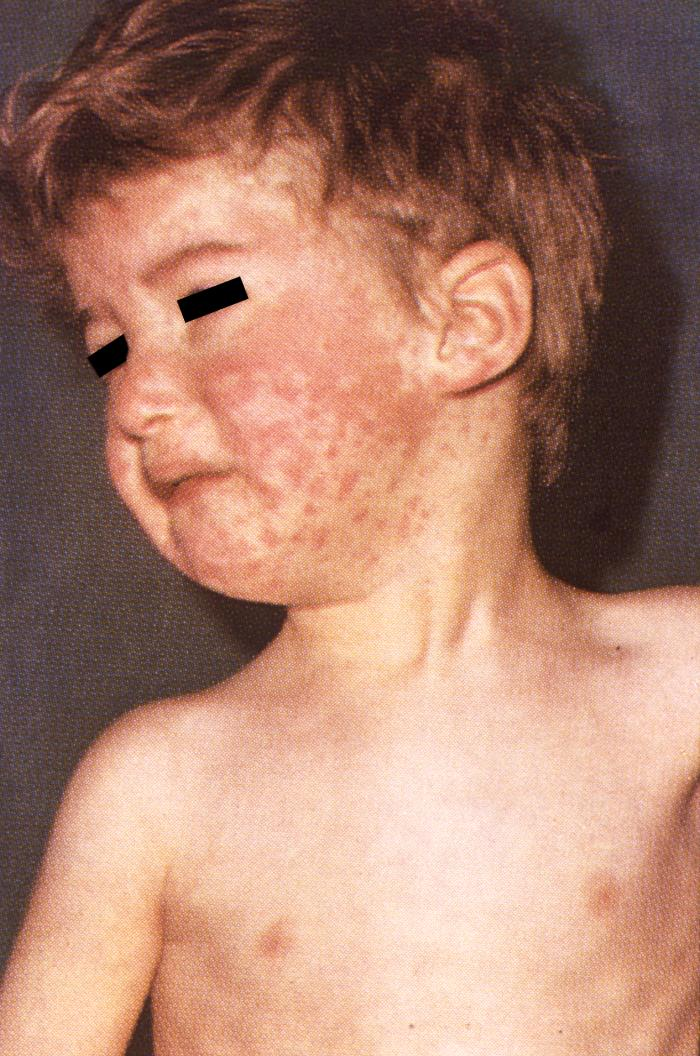
طفل مصاب بالحصبة في 1968

أُعلنت منظمة الصحة العالمية القضاء على الحصبة في الولايات المتحدة عام 2000، وذلك بفضل نجاح جهود التلقيح. مع ذلك، ما تزال الحصبة تُدخل قبل المسافرين الدوليين، وفي السنوات الأخيرة، أدى ازدياد المشاعر المناهضة للقاحات إلى عودة تفشي المرض.
في عام 2018، تم تأكيد 371 حالة إصابة بالحصبة في الولايات المتحدة. من يناير إلى أغسطس 2019، أكدت مراكز السيطرة على الأمراض والوقاية منها (سي دي سي) وجود 1215 حالة في 30 ولاية. كان هذا أكبر عدد من الحالات المسجلة في سنة ميلادية واحدة منذ إعلان القضاء على المرض. في عام 2019، أُعلنت حالة الطوارئ في مدينة نيويورك وواشنطن استجابةً لانتشار هذا المرض شديد العدوى. هناك مخاوف من أن تقوم منظمة الصحة العالمية بإلغاء وضع «القضاء على الحصبة» في الولايات المتحدة.
لم يتلقّ أغلب المصابين اللقاح وكانوا يعيشون في مجتمعات مترابطة تقل فيها معدلات التلقيح عن المتوسط. كتب مدير معاهد الصحة الوطنية الأمريكية في عام 2016 أن رفض بعض الآباء تلقيح أطفالهم أدى إلى تفشي أمراض يمكن الوقاية منها، بما في ذلك الحصبة. ذكرت منظمة الصحة العالمية أن الزيادة في حالات الحصبة هي نتيجة مباشرة للحركات المناهضة للقاحات. ينصح بروتوكول التلقيح ضد الحصبة بأخذ جرعتين، تفصل بينهما فترة لا تقل عن شهر واحد. تبلغ فعالية جرعة واحدة من اللقاح في الوقاية من الحصبة 93%، بينما تصل فعالية الجرعتين إلى 97%.
تُعد الحصبة من أكثر الأمراض المعدية انتشارًا. إذا لم يكن الشخص ممنّعًا، تصل احتمالية العدوى عند الاحتكاك مع شخص مصاب إلى 95%. خلال المراحل المبكرة لتفشي المرض في مجتمع غير محصّن باللقاح، ينقل كل شخص مصاب العدوى إلى ما بين 12 و18 شخصًا في المتوسط.

## التاريخ
قبل توفر اللقاح في الولايات المتحدة، قدّرت سي دي سي أن ما بين ثلاثة إلى أربعة ملايين شخص كانوا يصابون بالحصبة سنويًا، وكان يُبلغ عن نحو 500,000 حالة فقط، فيما كان 400-500 شخص يموتون و48,000 يدخلون المستشفى نتيجةً للمرض. حدث آخر تفشٍّ كبير للمرض قبل القضاء عليه، وذلك بين عامي 1989 و1991. خلال هذا التفشي، توفي 123 شخصًا، كان معظمهم من الأطفال في سن التوجيه ما قبل المدرسي.
في الولايات المتحدة، يموت في المتوسط طفلان أو ثلاثة من كل 1,000 طفل مصاب، بينما يعاني طفل واحد من مضاعفات تؤدي غالبًا إلى تلف دماغي دائم.
أدى تفشي المرض في عام 2019 إلى دفع الرئيس دونالد ترامب للابتعاد عن موقفه السابق الداعي إلى تأخير اللقاحات، والتأكيد على ضرورة تلقي الأطفال للقاحات، إذ صرّح قائلًا: «يجب أن يحصلوا على جرعات اللقاح. اللقاحات مهمة للغاية». تبنّت إدارة ترامب موقفًا صارمًا بشأن إلزامية التلقيح، إذ دعا الطبيب العام في حكومة ترامب، جيروم آدامز، إلى فرض قيود على إعفاءات التلقيح.

## التفشيات المحلية
في عام 2015، وقع تفشٍّ شمل 147 حالة مرتبطة بالتعرض للمرض في ديزني لاند بكاليفورنيا. في عام 2017، حدث تفشٍّ آخر في مجتمع صومالي غير ملقح إلى حد كبير في ولاية مينيسوتا. بالإضافة إلى ذلك، أُبلغ عن 17 تفشيًا في عام 2018. في عام 2019، سُجلت حالات إصابة في 23 ولاية، بلغ العدد الإجمالي للحالات المبلغ عنها 764 حالة بحلول أبريل، وهو أعلى عدد يُسجَّل خلال 25 عامًا. من بين هذه الحالات، كان أكثر من 500 شخص غير حاصلين على لقاح الحصبة، بينما كان هناك 125 شخصًا آخر ذو وضع تلقيحي غير معروف. كان أغلب المصابين من المجتمعات اليهودية الأرثوذكسية في مدينة نيويورك والمناطق المحيطة بها.

### واشنطن وأوريغن
شهدت المناطق المحيطة بمدينة فانكوفر في واشنطن، وتحديدًا في مقاطعة كلارك، تفشيًا لمرض الحصبة في أواخر عام 2018 وأوائل عام 2019. وُصفت هذه المنطقة بأنها «بؤرة مناهضة للتلقيح»، إذ بلغت معدلات التلقيح 78%، وهي نسبة منخفضة جدًا لأن تحقق مناعة جماعية. في ولاية أوريغن، أُبلغ عن إصابة أربعة أشخاص بالحصبة نتيجة التفشي الذي حدث في مقاطعة كلارك المجاورة.

### نيويورك
شهدت ولاية نيويورك تفشيات في مدينة نيويورك ومقاطعة روكلاند في عامي 2018 و2019
بين أكتوبر 2018 وأبريل 2019، سُجلت 423 حالة مؤكدة من الحصبة في مدينة نيويورك. كانت أكثر المناطق تضررًا هي ويليامزبيرغ وبورو بارك، وهما حيّان في بروكلين يضمّان عددًا كبيرًا من اليهود الأرثوذكس. استجابةً لتفشي المرض، أعلن رئيس البلدية بيل دي بلازيو حالة الطوارئ وأصدر أمرًا بالتلقيح الإلزامي في الأحياء التابعة للرموز البريدية 11205 و11206 و11211 و11249. بموجب هذا الأمر، كان على جميع السكان والعاملين في هذه المناطق، ممن تزيد أعمارهم عن ستة أشهر، تلقي اللقاح أو مواجهة غرامة قدرها 1,000 دولار. قبل إصدار هذا القرار، كانت المفوضة الصحية للمدينة قد ألزمت المدارس ومراكز الرعاية النهارية في المنطقة برفض استقبال الطلاب غير الملقحين، لمنع انتشار المرض. في أبريل، أمرت السلطات المحلية بإغلاق مدرسة توجيهية بعد رفضها التعاون مع طلبات تقديم معلومات حول التلقيح.

### ميشيغان
سافر رجل من نيويورك إلى ميشيغان في مارس 2019، دون أن يدرك أنه مصاب بمرض الحصبة. وفقًا للمسؤولين الصحيين، نقل الفيروس إلى 38 شخصًا هناك. نظرًا لكونه كان يجمع التبرعات لمؤسسات خيرية يهودية أرثوذكسية، فقد زار عدة كنيسات يهودية يوميًا في أثناء وجوده في الولاية. كان يعتقد أنه ممنعًا ضد الحصبة لأنه أصيب بها عندما كان طفلًا.

### نيوجيرسي
أعلنت سي دي سي عن تفشي الحصبة في نيوجيرسي في أواخر عام 2018. من بين 33 حالة مؤكدة، كانت 30 حالة في مقاطعة أوشن. تبيّن أن الفيروس انتقل إلى المنطقة عبر شخص سافر إلى إسرائيل وأصيب بالحصبة هناك، ثم نشر المرض عند عودته إلى نيوجيرسي.

## أساليب المكافحة
مع تفشي المرض في عام 2019، صرّحت سي دي سي بأنها قد تلجأ إلى استخدام سلطتها لمنع المصابين بالحصبة من السفر جوًا عبر إدراجهم في قائمة «عدم السماح بالصعود إلى الطائرة». تم إنشاء هذه القائمة عام 2007 لمكافحة مرض السل، لكنها استُخدمت أيضًا لتقييد سفر شخصين خلال تفشي الحصبة عام 2014. في الماضي، أوصت سي دي سي بعض الأفراد الذين اشتُبه في إصابتهم بالحصبة بعدم السفر جوًا، وقد وافق هؤلاء المرضى طوعًا على تعديل خطط سفرهم. أوضحت سي دي سي أنه من النادر جدًا انتقال العدوى من راكب مصاب إلى آخر، نظرًا لارتفاع معدلات التلقيح بين المسافرين بشكل عام، إلا أن التيارات المناهضة للتلقيح باتت تهدد هذا الوضع.
بذلت منصات التواصل الاجتماعي جهودًا لمنع انتشار المعلومات المغالطة حول التلقيح. اعتبارًا من سبتمبر 2018، حظرت منصة بنترست المستخدمين من البحث عن أي محتوى متعلق باللقاحات. في يناير 2019، أعلنت فيسبوك أنها ستقوم بحظر المنشورات التي تروج لدعاية مناهضة للتلقيح، وستتوقف عن اقتراح صفحات أو مجموعات مرتبطة بهذا النوع من المحتوى. في فبراير 2019، صرّح موقع يوتيوب بأنه سيمنع تحقيق الأرباح من أي قناة أو مستخدم يروج لمحتوى مناهض للتلقيح، وأن هؤلاء لن يحصلوا على أي تمويل من الإعلانات التي تُعرض قبل مقاطع الفيديو الخاصة بهم.
قامت العديد من الولايات الأمريكية بتشديد قوانين الإعفاء من اللقاحات بعد تفشي المرض، بما في ذلك نيويورك وواشنطن ومين. حاول معارضو التلقيح فرض استفتاء على هذه المسألة في ولاية مين، لكن القيود الجديدة استمرت بعد أن أيدها أكثر من 70% من الناخبين.